# نقل السيطرة
نقل التحكم (باللاتينية تعني Translatio imperii) هو مفهوم تاريخي جغرافي نشأ من العصور الوسطى، حيث يُنظر إلى التاريخ على أنه تتابع خطي لنقل إمبرياليين يستثمر القوة العليا في حاكم واحد،«إمبراطور» (أو في بعض الأحيان عدة أباطرة، مثل الإمبراطورية الرومانية الشرقية والإمبراطورية الرومانية المقدسة الغربية). يرتبط المفهوم ارتباطًا وثيقًا بـ استوديو الترجمة (الحركة الجغرافية للتعلم). يُعتقد أن كلا المصطلحين لهما أصول في الفصل الثاني من سفر دانيال في الكتاب المقدس العبري (الآيات 39-40).

## تعريف
جاك لو جوف يصف مفهوم ترجمة إمبريال بأنه «نموذجي» للعصور الوسطى لعدة أسباب:
- كانت فكرة خطية الزمن والتاريخ نموذجية في العصور الوسطى؛
- كما أن فكرة ترجمة إمبريال أهملت أيضًا التطورات المتزامنة في أجزاء أخرى من العالم (ليس لها أهمية بالنسبة للأوروبيين في العصور الوسطى)؛
- لم تفصل فكرة ترجمة إمبريال التاريخ «الإلهي» عن تاريخ «القوة الدنيوية»: اعتبر الأوروبيون في العصور الوسطى الأشياء الإلهية (الخارقة للطبيعة) والأشياء المادية كجزء من نفس السلسلة المتصلة، التي كانت واقعهم. كما أن سببية حكم واحد تؤدي بالضرورة إلى خليفته غالبًا ما تم تفصيلها من قبل مؤرخي العصور الوسطى، ويُنظر إليها على أنها نهج نموذجي في العصور الوسطى.

وصف كل مؤلف من العصور الوسطى الترجمة الإمبريالية على أنها خلافة تترك السلطة العليا في يد الملك الذي يحكم منطقة منشأ المؤلف:
- أدسو من مونتييه-إن- دير(المنطقة الفرنسية، القرن العاشر): الإمبراطورية الرومانية ← كارولينجيان فرانكس ← السكسونيين[3]
- أوتو فريسينج (الذين يعيشون في المنطقة الألمانية): روما → فرانكس → لانغوبارد → الألمان (= الإمبراطورية الرومانية المقدسة)؛
- كريتيان دي تروا (يعيش في فرنسا في العصور الوسطى): اليونان ← روما ← فرنسا[4]
- ريتشارد دي بوري (إنجلترا، القرن الرابع عشر): «أثينا» (اليونان) ← روما ← «باريس» (فرنسا) ← إنجلترا
- إبراهيم باشا (الإمبراطورية العثمانية، القرن السادس عشر) الإمبراطورية الرومانية ← الإمبراطورية الرومانية الشرقية ← إمبراطورية السلجوق ← سلطنة رم ← الإمبراطورية العثمانية[5]
- سنوري ستورلسون (مقدمة نثر ايدا، آيسلندا / النرويج، القرن الثالث عشر): «طروادة» (تركيا) ← «ثريدهايم» (تراقيا) ← النرويج[6]

في وقت لاحق، تابع وأعيد تفسيره من قبل الحركات والمؤلفين الحديثين والمعاصرين (بعض الأمثلة المعروفة):
- الملكيون الخامسون (إنجلترا، القرن السابع عشر): الكالدين (البابليون) - الفرس - الإمبراطورية المقدونية - روما - إنكلترا (والإمبراطورية البريطانية لاحقًا)
- أنطونيو فييرا (البرتغال، القرن السابع عشر): الآشوريون الكلدان (البابليون) → الفرس → اليونانيون → الرومان → الإمبراطورية البرتغالية
- فرناندو بيسوا (البرتغال، القرن العشرين): اليونان - روما - المسيحية - أوروبا - البرتغال

غالبًا ما ربط مؤلفو العصور الوسطى وعصر النهضة هذا الانتقال للسلطة من خلال ربط عائلة حاكمة نسبيًا ببطل يوناني قديم أو بطل طروادة. تم تصميم هذا المخطط على غرار استخدام فيرجيل لأينيس (بطل طروادة) باعتباره سلفًا لمدينة روما في كتابه عنيد. استمرارًا لهذا التقليد، ربط المؤلفان الأنجلو نورمانديان في القرن الثاني عشر جيفري أوف مونماوث (في كتابه هيستوريا ريجوم بريتانيا) ووايس (في كتابه بروت) تأسيس بريطانيا بوصول بروتوس طروادة ، ابن إينيس.
بطريقة مماثلة، ربط مؤلف عصر النهضة الفرنسي جان لومير دي بيلجيس (في كتابه الرسوم التوضيحية من بلاد الغال والتفردات في طروادة) تأسيس سلتيك بلاد الغال بوصول تروجان فرانكوس (أي أستياناكس)، ابن هيكتور ؛ وألمانيا الكلتية عند وصول بافو، ابن عم بريام ؛ وبهذه الطريقة أسس سلسلة نسب شهيرة لبيبين وشارلمان (كانت أسطورة فرانكس أيضًا بمثابة الأساس لقصيدة رونسارد الملحمية، «الفرنسي»).

## من الإمبراطورية الرومانية / الإمبراطورية البيزنطية إلى الإمبراطورية الرومانية المقدسة
النقطة الأساسية في فكرة ترجمة إمبريال هي الصلة بين الإمبراطورية الرومانية / الإمبراطورية البيزنطية والإمبراطورية الرومانية المقدسة.
- أسس الإمبراطور قسطنطين الأول القسطنطينية، روما الجديدة ، كعاصمة ثانية للإمبراطورية الرومانية في 330.
- بعد وفاة الإمبراطور ثيودوسيوس الأول (347-395)، تم تقسيم الإمبراطورية الرومانية بشكل دائم إلى الإمبراطورية الرومانية الغربية والشرقية (الإمبراطورية البيزنطية).
- مع زوال الإمبراطورية الغربية عام 476/480، ظلت الإمبراطورية البيزنطية الإمبراطورية الرومانية الوحيدة.
- تزوج الإمبراطور البيزنطي قسطنطين الخامس من ابنه ليو الرابع إلى إيرين من أثينا في 17 ديسمبر 768، أحضره الأب إلى القسطنطينية في 1 نوفمبر 768. في 14 يناير 771، أنجبت إيرين ابنًا ، قسطنطين. بعد وفاة قسطنطين الخامس عام 775 وليو الرابع عام 780، أصبحت إيرين وصية على ابنهما قسطنطين السادس البالغ من العمر تسع سنوات.
- في وقت مبكر من عام 781، بدأت إيرين في البحث عن علاقة أوثق مع سلالة كارولينجيان والبابوية. تفاوضت على الزواج بين ابنها قسطنطين وروترود، ابنة ملك الفرنجة الحاكم، شارلمان. وذهبت إيرين إلى أبعد من ذلك فأرسلت مسئولاً لإصدار تعليمات للأميرة الفرنجة باللغة اليونانية؛ ومع ذلك، قطعت إيرين نفسها الخطوبة في عام 787، ضد رغبة ابنها.
- مع اقتراب قسطنطين السادس من مرحلة النضج، توترت العلاقة بين الأم / الوصي والابن / الإمبراطور بشكل متزايد. في عام 797 خلعت إيرين ابنها وتشوه عينيه الذي مات قبل عام 805.
- اعتبرت بعض السلطات الغربية أن العرش البيزنطي، الذي تشغله الآن امرأة، شاغر وبدلاً من ذلك أدركت أن شارلمان، الذي كان يسيطر على إيطاليا وجزء كبير من الإمبراطورية الرومانية الغربية السابقة، لديه مطالبة صحيحة باللقب الإمبراطوري. توج البابا ليو الثالث لشارلمان بالإمبراطور الروماني عام 800، وهو عمل لم تعترف به الإمبراطورية البيزنطية.
- يقال إن إيرين سعت للتفاوض على زواج بينها وبين شارلمان، ولكن وفقًا لثيوفانيس المعترف ، الذي ذكر ذلك وحده، أحبطت الخطة أيتيوس، إحدى المفضلات لديها.[8]

- في عام 802، تم خلع الإمبراطورة إيرين بمؤامرة وحل محله نيكيفوروس الأول. تم نفيها وتوفيت في العام التالي.

- باكس نيسيفوري ، معاهدة سلام عام 803 بين الإمبراطور الروماني المقدس شارلمان والإمبراطور البيزنطي نيكيفوروس الأول ، باسيليوس من الإمبراطورية الرومانية الشرقية.
- الاعتراف بشارلمان كإمبراطور (باسيليوس) في 812 من قبل الإمبراطور مايكل الأول رانجابي من الإمبراطورية البيزنطية (توج في 2 أكتوبر 811 من قبل بطريرك القسطنطينية)، بعد أن أعاد فتح المفاوضات مع الفرنجة. بينما اعترف مايكل بشارلمان بصرامة بأنه «إمبراطور»، أشار إلى نفسه فقط على أنه «إمبراطور الرومان». في مقابل هذا الاعتراف، أعيدت البندقية إلى الإمبراطورية البيزنطية.
- في 2 فبراير 962، توج أوتو الأول رسميًا إمبراطورًا رومانيًا مقدسًا من قبل البابا يوحنا الثاني عشر. بعد عشرة أيام في المجمع الكنسي الروماني، أسس البابا يوحنا الثاني عشر، بناءً على رغبة أوتو، أسقفية ماغديبورغ وأسقفية مرسبورغ، ومنح الباليوم لرئيس أساقفة سالزبورغ ورئيس أساقفة ترير ، وأكد تعيين راذر أسقفًا لفيرونا . في اليوم التالي، أصدر الإمبراطور مرسومًا، دبلوم أوتونيانوم الشهير ، أكد فيه وجود الكنيسة الرومانية في ممتلكاتها، ولا سيما تلك التي منحها تبرع بيبين.
- في 14 أبريل 972، تزوج أوتو الأول ابنه ووريثه أوتو الثاني من الأميرة البيزنطية ثيوفانو. من خلال عقد زفافهما ، تم الاعتراف بأوتو كإمبراطور في الغرب، وهو اللقب الذي كان على ثيوبانو أن تتخذه مع زوجها من خلال كونسورتيوم إمبيري بعد وفاته.